# Свети Јурај (Сењ)
Свети Јурај је насељено место у саставу града Сења у Личко-сењској жупанији, Република Хрватска.

## Историја
До територијалне реорганизације у Хрватској налазио се у саставу старе општине Сењ.

## Становништво
На попису становништва 2011. године, Свети Јурај је имао 599 становника.

## Попис1991.
На попису становништва 1991. године, насељено место Свети Јурај је имало 691 становника, следећег националног састава:
| Попис 1991.‍  | Попис 1991.‍  | Попис 1991.‍ | Попис 1991.‍ | Попис 1991.‍ |
| ------------ | ------------ | ----------- | ----------- | ----------- |
|              |              |             |             |             |
| Хрвати       | Хрвати       |             | 664         | 96,09%      |
| Муслимани    | Муслимани    |             | 5           | 0,72%       |
| Словенци     | Словенци     |             | 2           | 0,28%       |
| Македонци    | Македонци    |             | 1           | 0,14%       |
| Срби         | Срби         |             | 1           | 0,14%       |
| неопредељени | неопредељени |             | 1           | 0,14%       |
| непознато    | непознато    |             | 17          | 2,46%       |
| укупно: 691  |              |             |             |             |